# قیتولی
قیتولی (به عربی: قیتولی) یک منطقهٔ مسکونی در لبنان است که در شهرستان جزین واقع شده‌است. قیتولی ۹۵۰ متر بالاتر از سطح دریا واقع شده‌است.